# FCSB
FCSB, známý pod dřívějším názvem FC Steaua București, je rumunský fotbalový klub z hlavního města Bukurešti založený roku 1947. Celou svou historii hraje nejvyšší rumunskou soutěž. Je rekordmanem v počtu rumunských titulů (27), vítězství v rumunském národním (23) i ligovém (2) poháru a rumunském superpoháru (7). V sezóně 1985/86 se stal vítězem Poháru mistrů evropských zemí (dnešní Liga mistrů UEFA). Drží evropský rekord v počtu ligových utkání v řadě bez porážky (104).
Klubové barvy jsou modrá a červená. Dlouhá léta byl rumunským armádním klubem. Své zápasy hraje na národním stadionu v Bukurešti zvaném Arena Națională s kapacitou 55 634 diváků. Roku 2017 se klub, po vleklých sporech s rumunskou armádou o právo na značku Steaua, oficiálně přejmenoval na FCSB, a využil tak akronym dosavadního názvu.

## Historie

### Název
| Období    | Název                |
| --------- | -------------------- |
| 1947–1948 | ASA București        |
| 1948–1950 | CSCA București       |
| 1950–1961 | CCA București        |
| 1961–1998 | CSA Steaua București |
| 1998–2017 | FC Steaua București  |
| 2017–     | FCSB                 |

### První léta existence (1947–1949)
Dne 7. června 1947 byla dnešní Steaua založena jako armádní sportovní klub pod názvem ASA București (Asociația Sportivă a Armatei). Sdružovala 7 různých sportů, kromě fotbalu například také volejbal, atletiku nebo tenis.
Prvním trenérem v historii klubu se stal Coloman Braun-Bogdan. ASA se připravovala na sezónu ve 2. lize, avšak komunisté, kteří byli v zemi u moci nechali rozpustit prvoligový klub Carmen București a na uvolnění místo dosadili nově vzniklý klub. První sezónu (1947/48) skončil na 14. místě (z 16) a vyhnul se sestupu díky zvládnutému play-out proti 7 dalším týmům. První soutěžní zápas v historii sehrál na domácím stadionu proti týmu Dermata Cluj (0:0).
V červnu 1948 rozhodlo ministerstvo obrany o přejmenování na CSCA București (Clubul Sportiv Central al Armatei).
Roku 1949 získalo mužstvo první pohár v historii klubu, bylo jím vítězství v rumunském národním poháru. Ve finále porazilo CSU Cluj 2:1. Od roku 1950 se přešlo na Sověty inspirovaný ligový systém jaro-podzim (vydržel jen 6 let). Na podzim 1949 se tak sehrál jen jakýsi neoficiální "Podzimní pohár" v šesti skupinách a jednu z nich CSCA vyhrál (žádné další souboje o "titul" se nehrály).

### Éra CCA (1950–1961)
V březnu 1950 prošel klub další změnou názvu, z CSCA se stal CCA București (Casa Centrală a Armatei). Pod novým jménem se týmu začalo skvěle dařit. V roce 1951 získal svůj první titul, který znamenal zároveň i první doublem (tj. vítězství v lize i poháru v jedné sezóně). Na konci sezóna sice měl CCA stejně bodů jako druhé Dinamo București, ale díky většímu počtu vstřelených gólů získal titul on. Mužstvo ovládlo i následující 2 sezóny a další titul přidalo ještě v roce 1956. Dalšími úspěchy v tomto období jsou triumfy v národním poháru z let 1952 a 1955.
V nejvýznamnějším hráčům v 50. letech patřili brankář Ion Voinescu, obránci Vasile Zavoda a Alexandru Apolzan, záložníci Ștefan Onisie a Tiberiu Bone nebo útočníci Gheorghe Cacoveanu, Gheorghe Constantin, Ion Alecsandrescu, Francisc Zavoda, Iosif Petschovsky a Nicolae Tătaru. Zároveň hráči klubu tvořili většinu rumunského národního týmu. Dne 22. dubna 1956 dokonce v Bělehradě proti Jugoslávii (výhra Rumunska 1:0) nastoupilo rumunský tým složený výhradně z hráčů CCA.
V sezóně 1957/58 se klub poprvé zúčastnil Poháru mistrů evropských zemí (dnešní Liga mistrů), v prvním kole však vypadl s Borusií Dortmund (5:5 po 2 zápasech, opakovaný zápas 1:3).

Opora 50. let a pozdější trenér Gheorghe Constantin (foto z 60. let)

### Zrod „Hvězdy“ a chudé období (1961–1984)
Dekáda 60. let začala pro klub skvěle, na jaře 1960 i 1961 slavil další tituly. Hned v dalším roce přišel další triumf v poháru.
V roce 1961 přišla další změna názvu, ta nejdůležitější, ta která s malou změnou platí dodnes. Klub totiž dostal jméno CSA Steaua București (Clubul Sportiv al Armatei Steaua). Slovo Steaua znamená v rumunštině hvězda, což byl u klubů v socialistických zemích běžný název. Obvykle kluby dostávaly do svého názvu či loga červenou hvězdu (např. Crvena zvezda Beograd, Rudá hvězda Cheb), na logu Steauy se však objevilo žlutá hvězda, což spolu s červenomodrým pozadím symbolizuje rumunskou trikoloru.
Roku 1967 se trenérem stal Ștefan Kovács, který s týmem vyhrál ligu 1967/68 a pohár třikrát v řadě v letech 1969, 1970 a 1971. Poté odešel trénovat další slavný klub, Ajax Amsterdam, se kterým dvakrát vyhrál PMEZ.
Dne 9. dubna 1974 otevřela Steaua přátelským zápasem s OFK Beograd (2:2) svůj nový stadion, Stadionul Steaua, známý jako Ghencea. Na tu dobu se v Rumunsko jednalo o unikátní stavbu, stadion postavený speciálně na fotbal bez atletické dráhy s kapacitou 30 000 diváků bylo něco nového.
V druhé polovině 60. let se v lize kvalitativně zvedlo i několik dalších mužstev v čele s Dinamem București, UTA Arad a Petrolulem Ploiești, pro Steauu tak bylo těžší domácí soutěž vyhrávat. V popisovaném období 1961–1984 (23 let) tak přišly pouhé 3 tituly, na druhou stranu ale také 8 vítězství v domácím poháru.
Na přelomu 70. a 80. let přišly na tým horší čas a klub okusil i sérii 6 let bez trofeje (1979–1985).

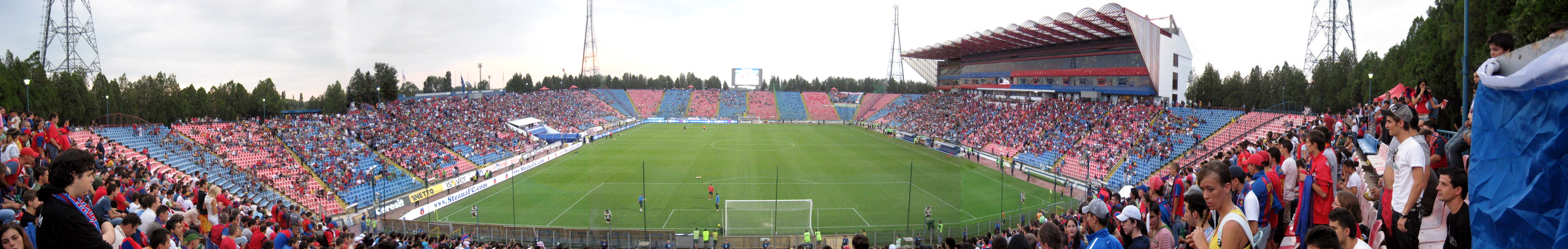
Bývalý stadion Steauy (1974–2015) zvaný Ghencea (oficiálně Stadionul Steaua)

### Šampioni Evropy (1984–1990)

#### Domácí soutěže

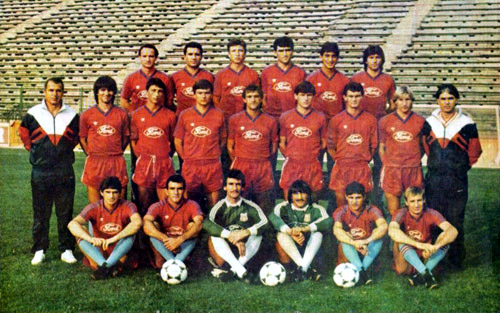
Mistrovský tým ze sezóny 1988/89

V první polovině 80. let přicházeli do Steauy hráči jako Helmuth Duckadam, Ștefan Iovan, Miodrag Belodedici, Marius Lăcătuș, Victor Pițurcă, Mihail Majearu, Gavril Balint nebo Adrian Bumbescu, kteří pak v jejich druhé polovině patřili ke klíčovým mužům.
Pod vedením trenérů Emericha Jeneie a Anghela Iordănesca vyhrál klub v sezóně 1984/85 po sedmi letech ligovou soutěž, což pak zopakoval i v dalších 4 letech v řadě. Mimo to v tomto období přišly i 3 vítězství v poháru, v letech 1985, 1987 a 1989.
Oficiálně klub získal ještě jeden triumf v poháru (1988). Steaua však opustila ve finále poháru proti Dinamu București hřiště poté, co jí za stavu 1:1 rozhodčí neuznal gól. Nejprve byla trofej předána Dinamu, později ale Rumunská fotbalová asociace určila za vítěze Steauu s výsledkem 2:1. Po revoluci v roce 1989 se Steaua trofeje vzdala a vrátila ji Dinamu, nicméně asociace ji nadále oficiálně považuje za vítěze.
Od června 1986 do září 1989 trvala pozoruhodná série 104 ligových utkání bez porážky, což je doteď platný evropský rekord.
V tomto slavném období se ve fungování klubu angažoval i syn diktátora Ceaușesca Valentin.

#### Evropské poháry

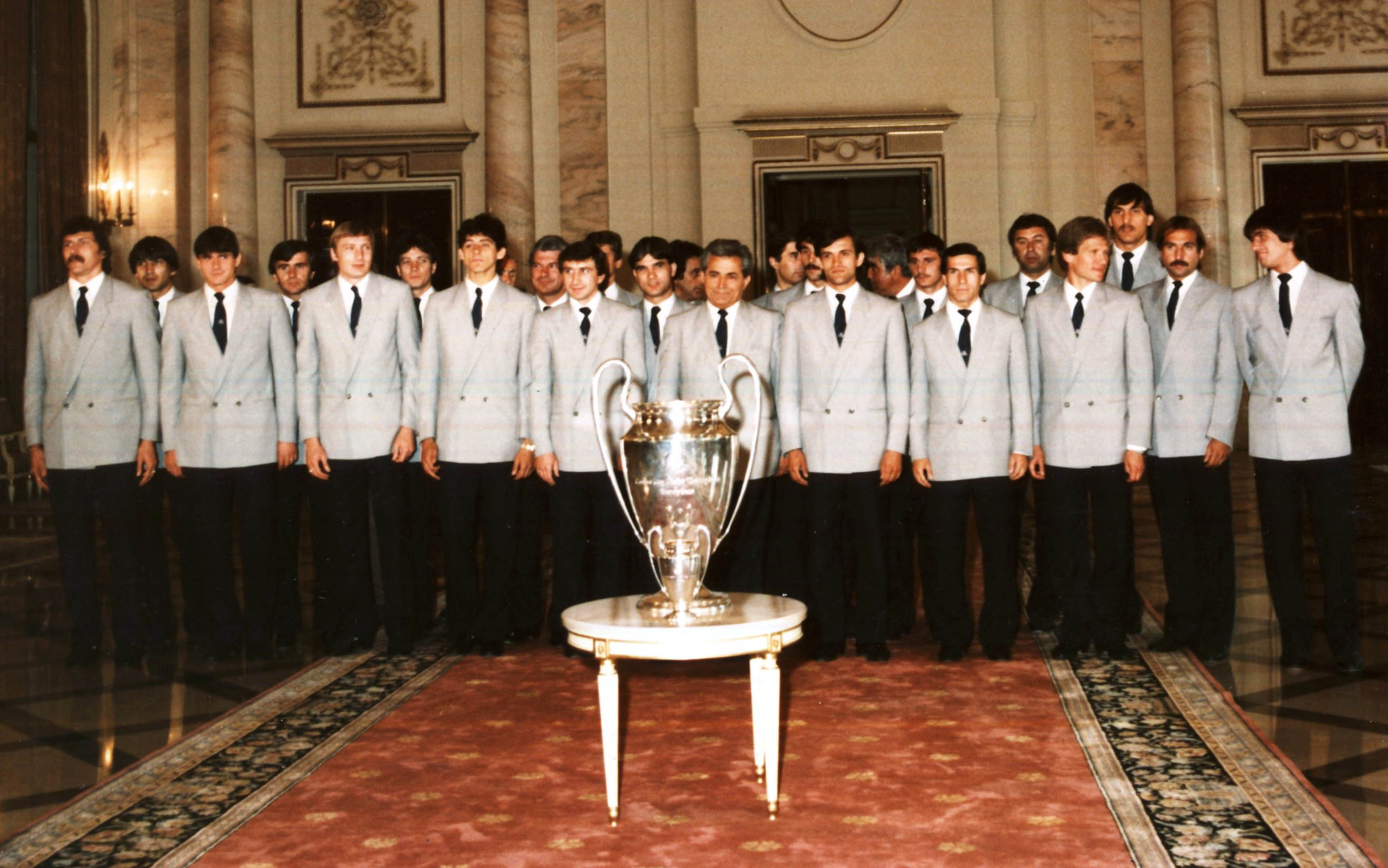
Vítězové PMEZ 1985/86 s trofejí

V sezóně 1985/86 pak přišel největší úspěch v historii klubu i celého rumunského fotbalu. Steaua tehdy v Poháru mistrů evropských zemí postupně přešla přes dánské Vejle (celkem 5:2), maďarský Honvéd Budapest (celkem 4:2), finské Kuusysi (celkem 1:0) i belgický RSC Anderlecht (celkem 3:1) a dne 7. května 1986 stanula ve španělské Seville ve finále poháru proti FC Barcelona. Barcelona byla jasným favoritem, ale po bezgólové remíze v základní hrací době i v prodloužení, se kopaly penalty. Ty měly velice dramatický průběh, po 2 penaltách na obou stranách bylo skóre stále 0:0, ani jeden ze 4 střelců neproměnil. Rumuni ale následující 2 pokutové kopy proměnili, zatímco jejich brankář Helmuth Duckadam zářil a nepustil za svá záda za celý rozstřel ani jeden míč. Steaua se tak stala prvním týmem zpoza železné opony, který nejslavnější klubovou soutěž vyhrál. Video z utkání (stream.cz)
V zimě 1987 tým posílil nejslavnější rumunský fotbalista Gheorghe Hagi a 24. února 1987 svým jediným gólem rozhodl o vítězství Steauy v Superpoháru UEFA. Soupeřem v utkání hraném v Monaku bylo Dynamo Kyjev. Už 2 měsíce předtím mužstvo prohrálo v Interkontinentálním poháru proti argentinskému River Plate (0:1), hrálo se v japonském Tokiu.
Úspěchy na evropském poli v PMEZ pokračovali i v dalších letech. V sezóně 1987/88 přišlo vyřazení až v semifinále od Benficy z Portugalska. Následující rok se Steaua dokázala přes Spartu Praha (Česko), Spartak Moskva (SSSR), Göteborg (Švédsko) a Galatasaray (Turecko) opět prokousat do finále. Podruhé už to ale nevyšlo. Soupeřem jí byl AC Milán, finále se hrálo v Barceloně a Steaua podlehla 0:4.

### Porevoluční doba (1990–2002)
Po Rumunské revoluci se podobně, jako v dalších zemích bývalého východního bloku, otevřel trh a hráči měli snadnou cestu do zahraničních soutěží. Mnoho strůjců úspěchů z druhé poloviny 80. let tak šlo zkusit své štěstí na západ. Gheorghe Hagi do Realu Madrid, Marius Lăcătuș do Fiorentiny, Dan Petrescu do Foggie, Silviu Lung do Logroñés, Ștefan Iovan do Brightonu, Tudorel Stoica do Lens a další.
I přes odchody mnoha hráčů do kvalitnějších soutěží byla 90. léta pro Steauu velice úspěšná. Šest ligových titulů v řadě (1993–1998), čtyři vítězství v poháru (1992, 1996, 1997, 1999) a třikrát nově vzniklý rumunský superpohár (1994, 1995, 1998). Navíc držel klub sérii 19 zápasů bez porážky proti nenáviděnému Dinamu.
Na evropské scéně rozhodně stojí za zmínku čtvrtfinále Poháru vítězů pohárů 1992/93 a tři účasti v základní skupině Ligy mistrů v řadě mezi sezónami 1994/95–1996/97.
V roce 1998 byl fotbalový oddíl oddělen od armádního CSA Steaua a přejmenoval se do dnešní podoby na FC Steaua București. Vedení klubu se ujal rumunský podnikatel Viorel Păunescu.
Nové tisíciletí začal tým mistrovským titulem v sezóně 2000/01 a vítězstvím v superpoháru 2001.

### Éra Gigi Becaliho (2002–současnost)

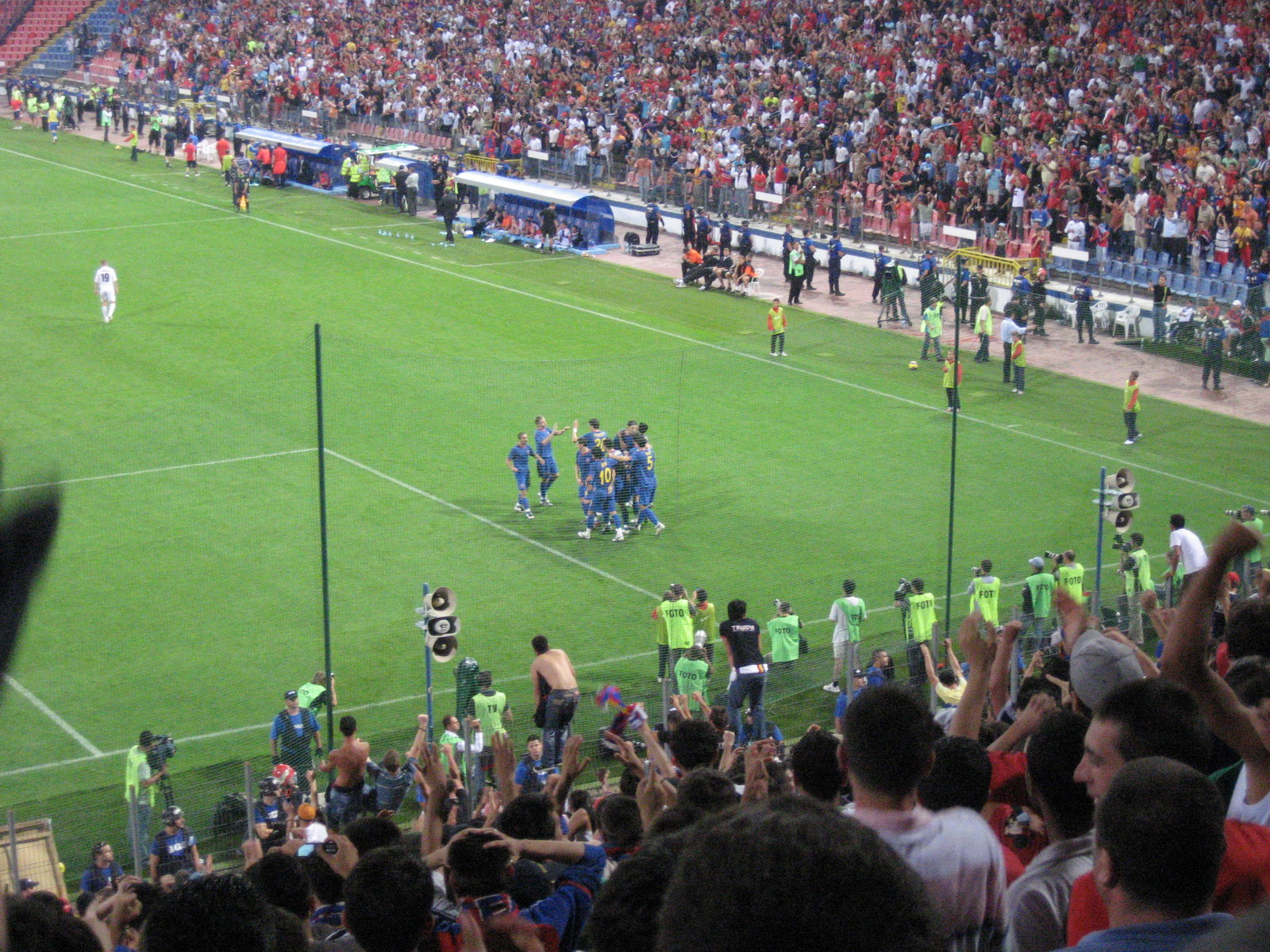
Fanoušci a hráči slavící gól v předkole LM 2007/08 proti Zagłębie Lubin (2:1)

Viorel Păunescu si vedl špatně a klub pod ním brzo spadl do dluhů. Klubu se tak ujal kontroverzní rumunský podnikatel Gigi Becali.
Po třech letech bez trofeje se trenérského kormidla před sezónou 2004/05 ujal Ital Walter Zenga (první zahraniční trenér v historii klubu) a hned přišly výsledky. Tým prošel do jarní fáze Poháru UEFA (dnešní Evropská liga), což se mu povedlo jako prvnímu rumunskému mužstvu od roku 1993 (tehdy to byla také Steaua). V prvním jarním vyřazovacím kole dokonce vyřadil na penalty španělskou Valencii a ztroskotal až na dalším španělském klubu, Villarealu. Tým vyhrál i titul, a to i přesto, že byl kouč Zenga 3 kola před koncem soutěže vyhozen.
Následující sezóna byla ještě úspěšnější než ta předchozí. Nejenže Steaua opět vyhrála domácí soutěž, ale především došla až do semifinále Poháru UEFA, kde po výsledcích 1:0 doma 2:4 venku nepostoupila až díky gólu soupeře v 89. minutě. Tím soupeřem bylo anglické Middlesbrough. V létě 2016 přišlo ještě vítězství v rumunském superpoháru.
V dalších sezónách sice nepřicházeli trofeje, ale třikrát v řadě (2006–2008) se povedlo postoupit do základní skupiny Ligy mistrů. V sezóně 2007/08 se v ní Steaua potkala se Slavií Praha (v Praze 1:2, doma 1:1).

Další trofej přišla až v sezóně 2010/11, a sice rumunský pohár. Za zmínku poté stojí 2 postupy do jarní fáze Evropské ligy (2011/12, 2012/13), v druhém případě Steaua přešla přes nizozemský Ajax do osmifinále, kde vypadla s pozdějším vítězem Chelsea.
V letech 2013–2015 Steaua opět vládla rumunskému fotbalu. Získala 3 tituly v řadě a v sezóně 2014/15 se jí povedlo získat domácí treble (liga, národní pohár, ligový pohár). Důvod proč se jí toto nepovedlo dříve je zřejmý, ligový pohár se totiž hrál dříve jen v letech 1998 a 2000. Od sezóny 2014/15 byl obnoven. V roce 2013 vyhrála také superpohár.
V sezóně 2013/14 si klub po 5 letech zahrál základní skupinu Ligy mistrů, zatím naposledy. Na podzim 2014 musel klub kvůli sporu s ministerstvem obrany několik zápasů odehrát bez loga a bez jména Steaua, které si nárokovala právě armáda. Nakonec se vše podařilo urovnat aspoň do té míry, že kromě loga si mohla Steaua vše ponechat (trofeje, jméno, klubové barvy).
V sezóně 2015/16 přišlo další vítězství v ligovém poháru.
V prosinci 2016 se opět rozhořel boj mezi ministerstvem obrany a majitelem Steauy Becalim. Soud dal státu za pravdu, že Becali už dvanáct let neoprávněně užívá název, barvy i znak klubu. Zároveň jej ministerstvo hodlá zažalovat o 40 milionů eur kvůli dlouholetému neoprávněnému užívání ochranné známky. Klub se chce odvolat k Nejvyššímu soudu. Majitel Steauy prohlásil, že v případě prohry a povinnosti zaplatit požadovanou částku, vyhlásí klub bankrot a bude hrát v nejnižší rumunské soutěži pod názvem FC Sports Becali.

## Symboly

### Znaky

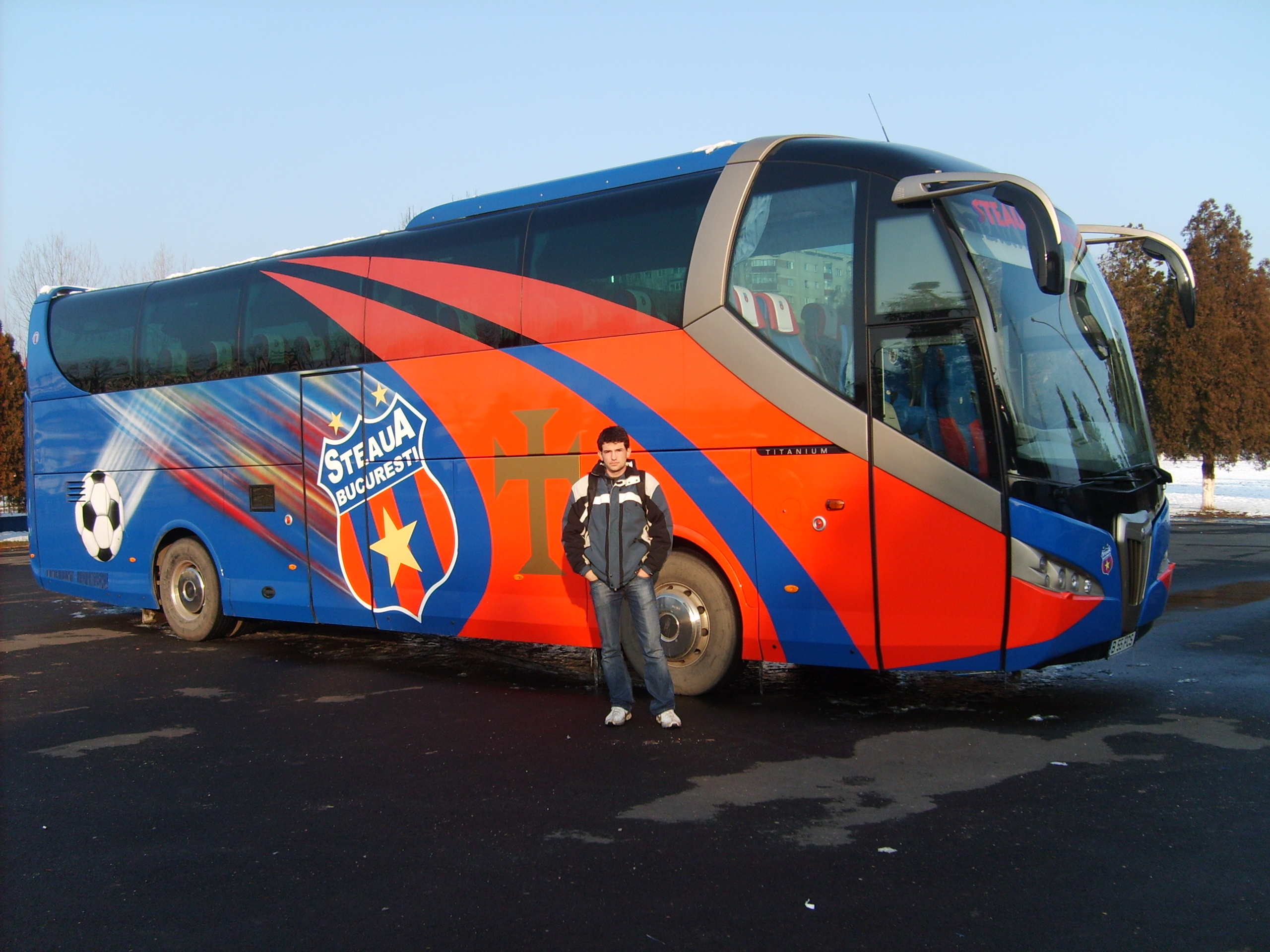
Na autobusu znak používaný v letech 2003–2015

Když klub vznikal, neměl žádný oficiální znak. Roku 1948 vzniklo první logo, bylo kulaté a byla na něm červená hvězda s písmenem A na modrém pozadí. To se ovšem používalo jen 2 roky. Nové logo používané v letech 1950–1961 sestávalo z červené hvězdy obehnané vavřínovým věncem. V roce dostal klub svůj přídomek Steaua a s tím i nový znak, jehož základní znaky (červenomodré pozadí se žlutou hvězdou znázorňující rumunskou trikoloru) vidíme i na dnešním znaku. Tvar znaku se potom změnil po přestěhování na nový stadion Ghencea v roce 1974. Po Rumunské revoluci se chtěla armáda zbavit všech spojitostí s bývalým režimem, proto, v roce 1991 dostal klub nové červenomodré logo s orlem uprostřed (bez tradiční hvězdy). Orla můžeme vidět i na znaku Rumunska. Roku 1998 přibyly nad znak ještě 2 zlaté hvězdy symbolizující 20 mistrovských titulů. V roce 2003 došlo k další změně, klub začal používat zmodernizované logo používané dříve v letech 1974–1991. Dvě zlaté hvězdy nad logem zůstaly. V roce 2015 byla Steaua nucena začít používat své stávající logo kvůli sporu o ochranné známky s ministerstvem obrany.

### Dresy

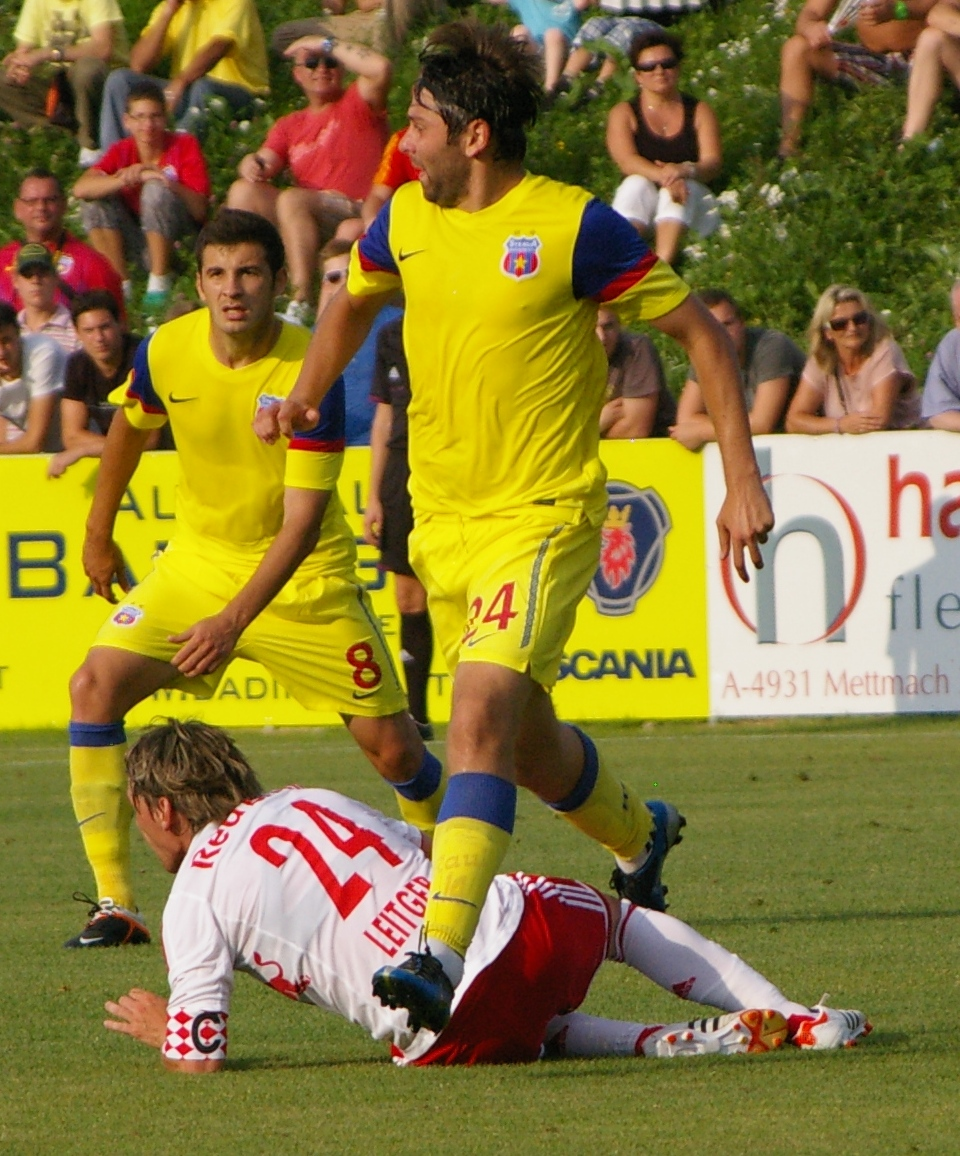
Žlutá venkovní sada (2012)

Během první sezóny 1947/48 nosili hráči pruhované žlutočervené dresy a modré trenýrky, což symbolizovalo rumunskou trikoloru. Následující sezónu se na dresech přestala objevovat žlutá barva a zůstala jen červená a modrá, a tak je to až dodnes. Steaua ale nikdy neměla standardizovanou kombinaci dresů. Nicméně tou nejpoužívanější byla v historii ta sestávající z červených dresů, modrých trenýrek a červených štulpen. Jindy byly kompletně červené, někdy zase kompletně modré. Občas i pruhované modročervené, především v 60. a 70. letech a několikrát v posledních pár letech. Kombinace pro venkovní zápasy mívá zpravidla opačnou barvu (domácí červené → venkovní modré, domácí modré → venkovní červené). Výjimky tvořily například finále PMEZ 1985/86 (celobílá kombinace), venkovní kombinace 1999/00 (žlutá a červená), třetí dres 2005/06 (žlutá a černá), venkovní dresech v letech 2008–2012 a pak také 2014–2016 (celožluté), venkovní dresy 2012–2014 (světle modré, tmavě modré trenýrky). V sezóně 2016/17 je venkovní sada kompletně bílá.
Historie výrobců a sponzorů na dresech:
| Období    | Výrobce | Sponzor             |
| --------- | ------- | ------------------- |
| 1976–1988 | Adidas  | –                   |
| 1988–1990 | Adidas  | Ford                |
| 1990–1991 | Adidas  | Castrol             |
| 1991–1994 | Adidas  | Philips             |
| 1994      | Adidas  | CBS                 |
| 1995      | Adidas  | BRCE                |
| 1996–1997 | Adidas  | Bancorex            |
| 1997–1999 | Adidas  | Dialog              |
| 2000–2002 | Adidas  | BCR                 |
| 2002–2006 | Nike    | –                   |
| 2006–2007 | Nike    | RAFO                |
| 2007–2008 | Nike    | CitiFinancial       |
| 2008–2009 | Nike    | Citibank            |
| 2009–2010 | Nike    | Sportingbet         |
| 2010–2013 | Nike    | –                   |
| 2013      | Nike    | Fundatia Mihai Neșu |
| 2013      | Nike    | –                   |
| 2013–     | Nike    | City Insurance      |

## Stadion

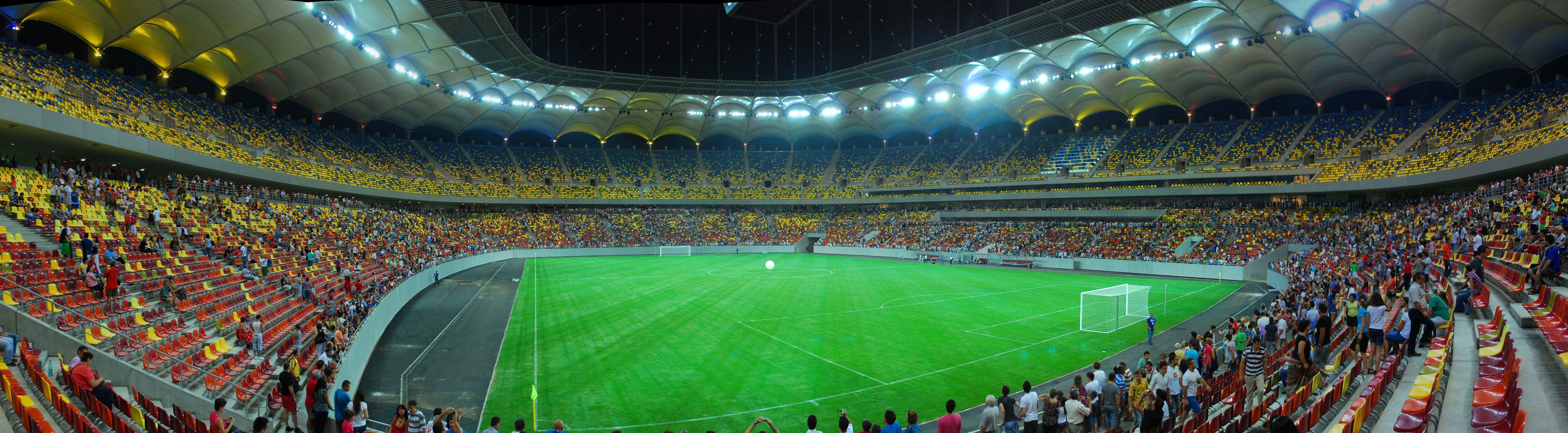
Na rumunský národní stadion Arena Națională s kapacitou 55 634 diváků přešla Steaua v roce 2015, ale už od roku 2011 na něm hrála zápasy evropských pohárů

Svých prvních několik zápasů odehrála Steaua na stadionu Venus (podle názvu klubu, který tam dříve hrával), avšak brzy přišla jeho demolice. Poté tedy klub až do roku 1954 střídal 2 stadiony. Stadionul Republicii a Stadionul 23 August (na jeho místě stojí dnešní stadion). Na prvním jmenovaném se hrály většinou běžné ligové zápasy a na druhém zápasy mezi bukurešťskými kluby a důležité zápasy v evropských pohárech.
Dne 9. dubna 1974 klub otevřel v jihozápadní části Bukurešti svůj nový stadion oficiálně nazvaný Stadionul Steaua, často se mu však říkalo Ghencea. Jednalo se o první čistě fotbalový stadion bez atletické dráhy v Rumunsku. Prvním zápasem na něm bylo přátelské utkání s OFK Beograd, které skončilo remízou 2:2. Původně byl osazený lavičkami a měl kapacitu 30 000 diváků. V roce 1991 proběhla velká rekonstrukce, při které došlo mimo jiné k instalaci sedaček, VIP prostor a umělého osvětlení. Kapacita se tak snížila na 28 365 diváků. Další úpravy stadionu proběhly v roce 2006, aby byl způsobilý k pořádání zápasů Ligy mistrů.
V roce 2011 byl v Bukurešti otevřen nový národní stadion (Arena Națională), který stojí na místě původního stadionu 23 August, který byl využíván pro významné zápasy v době, kdy klub ještě neměl svůj vlastní. Steaua nový stadion zprvu využívala jen pro zápasy v evropských pohárech a některé ligové zápasy o které je velký zájem (např. derby s Dinamem). Od března 2015 se na něj přestěhovala úplně. Kapacita činí 55 634 diváků.

## Fanoušci

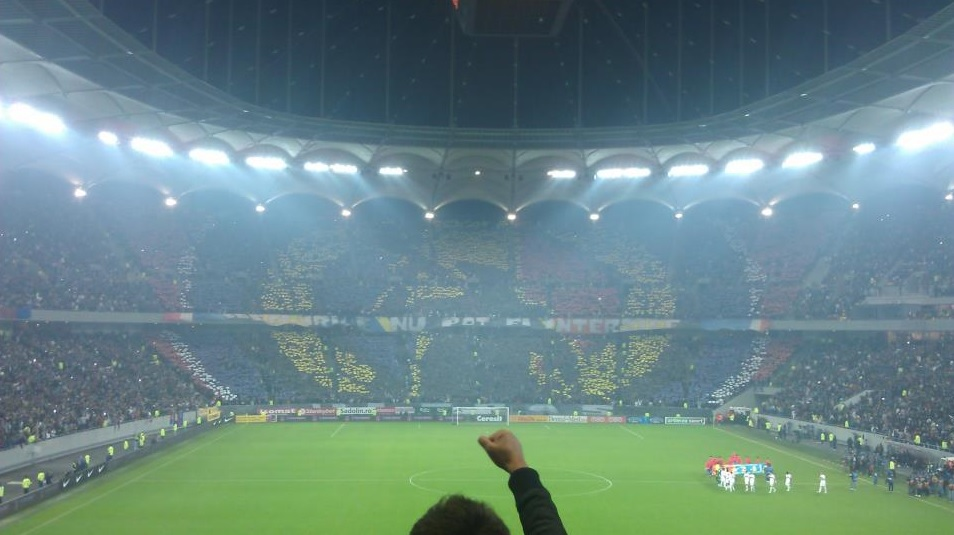
Choreografie při derby proti Dinamu București (2012)

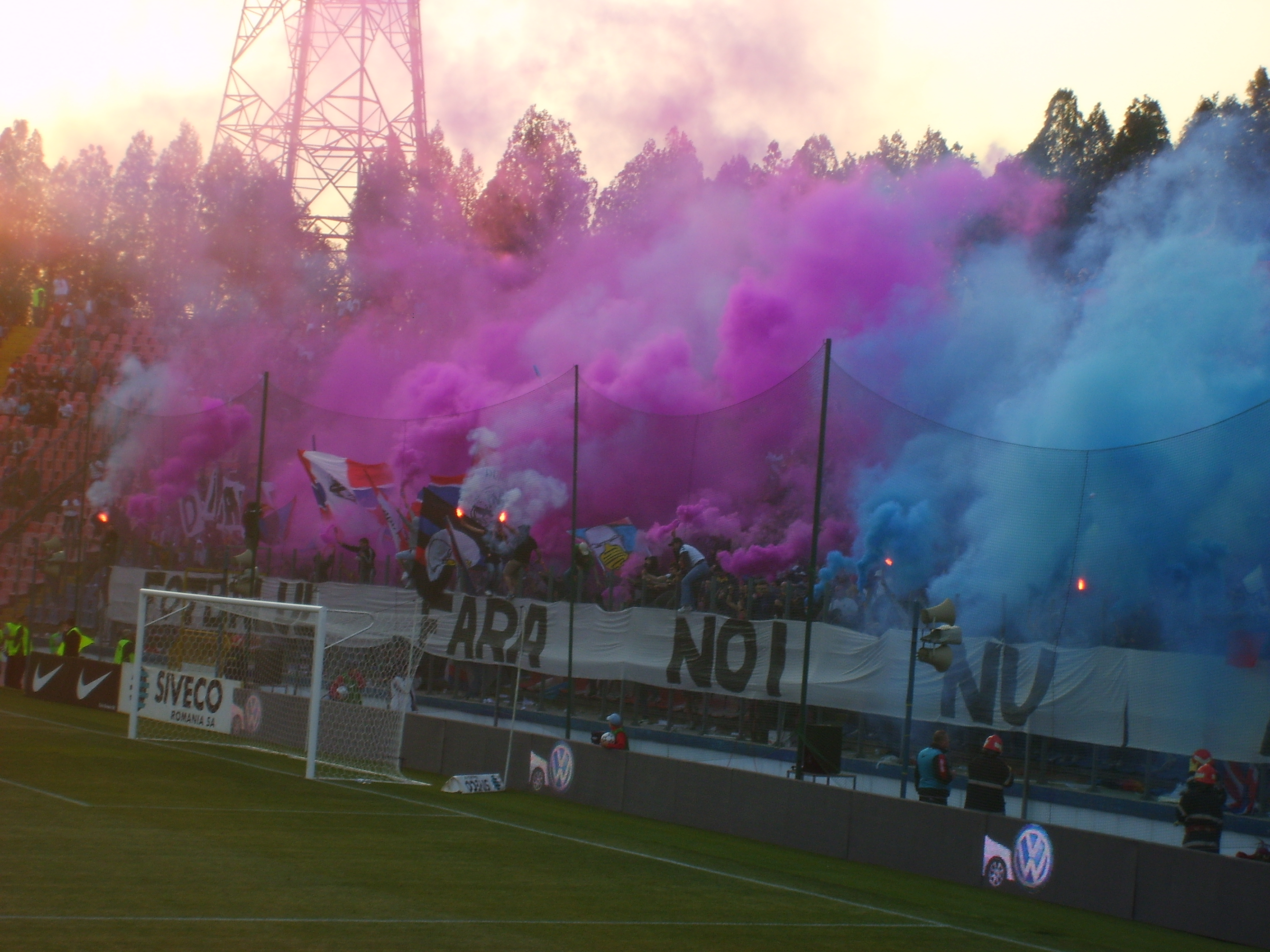
Peluza Nord v derby s Dinamem (2007)

Steaua má největší fanouškovskou základnu v Rumunsku. Průzkum z roku 2007 ukázal, že 42% fotbalových fanoušků v Rumunsku uvedlo Steauu jako svůj oblíbený klub. Mnohem více než druhé Dinamo (12%) a třetí Rapid (9%), což jsou taktéž týmy z Bukurešti. Klub má velké množství fanoušků po celé zemi, podobně jako například v Česku Sparta nebo Slavia. Mimo to se těší i oblibě rumunských emigrantů v zahraničí.
První fanouškovská ultras skupina vznikla v roce 1995 pod názvem Armata Ultra. Rychle sice narůstalo množství jejích členů, ale v roce 2001 se skupina kvůli vnitřním problémům rozpadla. Dnes jsou fanoušci rozděleni na různé skupiny, někteří na severní tribuně Peluza Nord (Titan Boys, Nucleo, Insurgenții 1998, Skins 1996, Combat, Armata 47 Vest), zatímco jiní na jižní tribunu Peluza Sud (Vacarm, Glas, E.R.A., Hunters, Outlaws, Shadows, Roosters, T.K., Tinerii Sudisti). Někteří z nich však fotbalové zápasy přestali navštěvovat jako protest proti fungování klubu.
V roce 2006 vznikla oficiální asociace fanoušků AISS (Asociația Independentă a Suporterilor Steliști). Za cíle si dává chránit zájmy a obraz fanoušků Steauy a zároveň udržovat a podporovat budování trvalých hodnot klubu.
Velkým problémem mezi fanoušky Steauy je rasismus. Za rasismus byl klub opakovaně trestán peněžitými pokutami i zavřeným stadionem. Naposledy UEFA trestala v sezóně 2014/15, a to hned třikrát.

## Rivalové

### Dinamo București

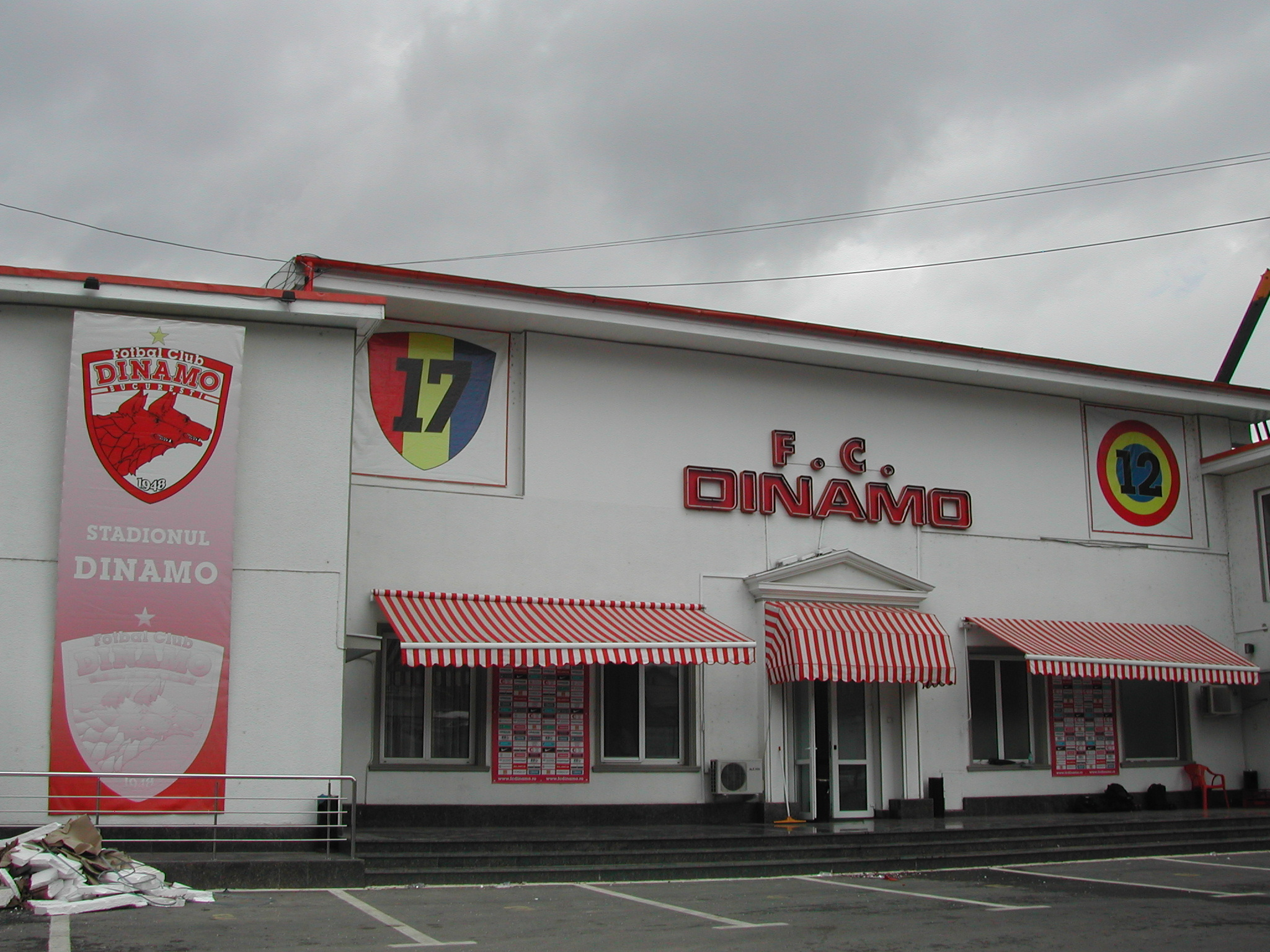
Vstup na stadion Dinama București, Stadionul Dinamo

Největším rivalem Steauy je FC Dinamo București, druhý nejúspěšnější rumunský klub (18 titulů). Jejich vzájemnému souboji se v Rumunsku nejčastěji říká Eternul derbi (Věčné derby) nebo Marele derbi (Velké derby). Jejich vzájemná bilance je velmi vyrovnaná, ze 166 sehraných utkání (k 23. 12. 2016) se Steaua radovala z 57 vítězství, 53 zápasů skončilo remízou a dalších 56 vyhrálo Dinamo. V minulosti měly jejich vzájemné souboje i velký politický význam, Steaua totiž byla klubem armády, zatímco Dinamo řídilo ministerstvo vnitra.
Dne 16. srpna 2016 se fanouškům Dinama povedl husarský kousek. Steaua hostila na svém stadionu ve 4. předkole Ligy mistrů anglický velkoklub Manchester City a majitel domácích Gigi Becali nechal připravit choreografii připomínající 20leté výročí od triumfu v PMEZ 1985/86. Na její přípravu klub sháněl dobrovolníky, kteří by pomohli roznosit kartony po tribuně a "choreo" tak zrealizovat. Toho dokonale využili právě fanoušci Dinama, kteří se přihlásili a přichystané kartony vyměnili za své vlastní a když je diváci před zahájením utkání zvedli nad hlavu, přes celou tribunu se objevil nápis „Doar Dinamo București“ (Jedině Dinamo București).
Mezi říjnem 1991 a dubnem 2000 držela Steaua se svým největším rivalem 19 zápasovou sérii bez prohry. Zároveň bylo období, kdy Dinamo po dobu 17 let a 7 měsíců nedokázalo v ligovém derby zvítězit na venkovním hřišti.

### Rapid București

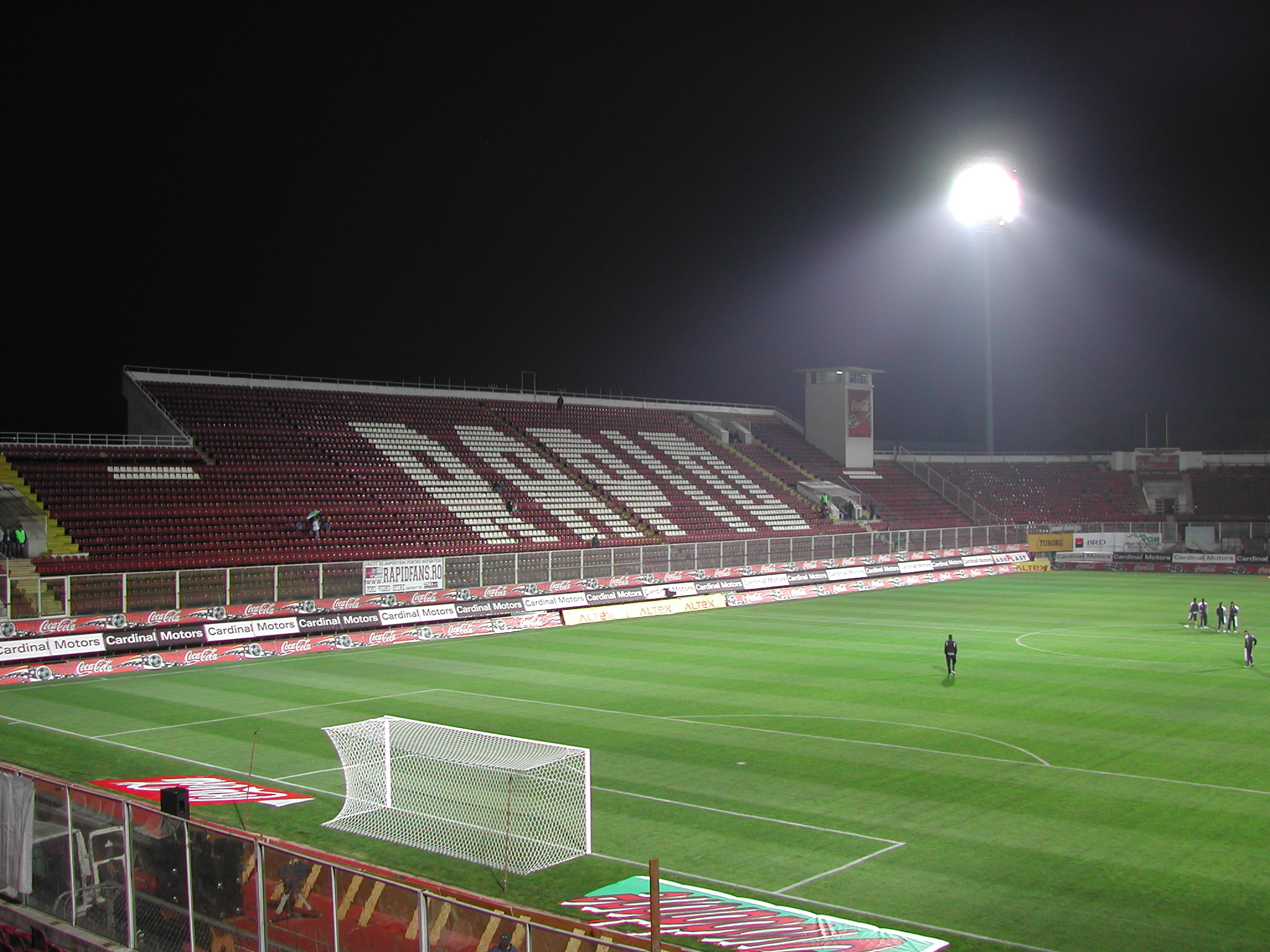
Stadionul Giulești-Valentin Stănescu, domov Rapidu

Druhým největším rivalem je pro Steauu další bukurešťský klub, FC Rapid București. Trojnásobný mistr ligy a třináctinásobný vítěz poháru však po bankrotu v roce 2016 nastupuje až v 5. nejvyšší rumunské soutěži. Několik zápasů (stejně jako s Dinamem) skončilo vážnými střety fanoušků. Vzájemná rivalita se ještě prohloubila po čtvrtfinále Poháru UEFA 2005/06 ve kterém se oba kluby střetly (postup Steauy).

### Kluby mimo Bukurešť
Střídmější rivalitu udržuje Steaua i s některými kluby mimo rumunské hlavní město. Jsou to především kluby z druhého největšího města v zemi, Kluže (CFR Cluj, Universitatea Cluj) a v poslední době i Astra Giurgiu. V minulosti to byli ještě například Universitatea Craiova, Politehnica Timișoara a Petrolul Ploiești. Všechny 3 jmenované kluby však již zanikly (Petrolul byl fanoušky obnoven ve 4. lize).

## Konfrontace s českými kluby

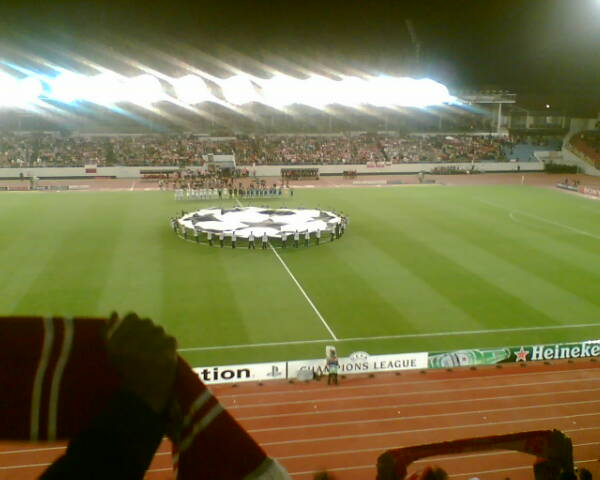
Steaua na hřišti Slavie Praha v Lize mistrů 2007/08

Steaua se za celou svou dlouhou historii potkala v soutěžních zápasech z celky z Česka osmkrát. Čtyřikrát se Spartou Sparta, dvakrát s jejím největším rivalem Slavií Praha a dvakrát s Viktorií Plzeň, s tou dokonce v obou případech v jednom soutěžním ročníku. Pokaždé šlo o dvojzápasy, celkem tedy bylo odehráno 12 utkání. Osm z nich se odehrálo v Lize mistrů UEFA, respektive Poháru mistrů evropských zemí a čtyři v Poháru UEFA (dnešní Evropská liga UEFA).
| Soupeř            | Z  | V | R | P |
| ----------------- | -- | - | - | - |
| AC Sparta Praha   | 6  | 2 | 3 | 1 |
| SK Slavia Praha   | 4  | 0 | 2 | 2 |
| FC Viktoria Plzeň | 4  | 2 | 1 | 1 |
| Celkem            | 14 | 4 | 6 | 4 |

Venkovní výhra v Praze z roku 1988 je pro klub stále platným rekordem (nejvyšší vítězství v evropských pohárech na venkovním hřišti).
| Sezóna  | Soutěž        | Fáze soutěže     | Domácí         | Hosté          | Skóre | Střelci                                     | Podrobnosti | Video       |
| ------- | ------------- | ---------------- | -------------- | -------------- | ----- | ------------------------------------------- | ----------- | ----------- |
| 1988/89 | PMEZ          | 1. kolo          | Sparta Praha   | Steaua         | 1:5   | Kukleta – 2x Lăcătuş, 2x Hagi, Stoica       | UEFA.com    | YouTube     |
| 1988/89 | PMEZ          | 1. kolo          | Steaua         | Sparta Praha   | 2:2   | Hagi, Lăcătuş – 2x Bílek                    | UEFA.com    | YouTube     |
| 1999/00 | Pohár UEFA    | 3. kolo          | Slavia Praha   | Steaua         | 4:1   | 2x Dostálek, Horváth, Došek – Lutu          | UEFA.com    | YouTube     |
| 1999/00 | Pohár UEFA    | 3. kolo          | Steaua         | Slavia Praha   | 1:1   | Ciocoiu – Dostálek                          | UEFA.com    | YouTube     |
| 2007/08 | Liga mistrů   | základní skupina | Slavia Praha   | Steaua         | 2:1   | Šenkeřík, Belaid – Goian                    | UEFA.com    | Dailymotion |
| 2007/08 | Liga mistrů   | základní skupina | Steaua         | Slavia Praha   | 1:1   | Badea – Šenkeřík                            | UEFA.com    | Dailymotion |
| 2016/17 | Liga mistrů   | 3. předkolo      | Sparta Praha   | Steaua         | 1:1   | Šural – Stanciu                             | UEFA.com    | YouTube     |
| 2016/17 | Liga mistrů   | 3. předkolo      | Steaua         | Sparta Praha   | 2:0   | 2x Stanciu                                  | UEFA.com    | YouTube     |
| 2017/18 | Liga mistrů   | 3. předkolo      | FCSB           | Viktoria Plzeň | 2:2   | Budescu, Teixeira – Krmenčík, Kopic         | UEFA.com    | YouTube     |
| 2017/18 | Liga mistrů   | 3. předkolo      | Viktoria Plzeň | FCSB           | 1:4   | Krmenčík – Bălaşa, Teixeira, Tănase, Alibec | UEFA.com    | YouTube     |
| 2017/18 | Evropská liga | základní skupina | FCSB           | Viktoria Plzeň | 3:0   | 2x Budescu, Alibec                          | UEFA.com    | YouTube     |
| 2017/18 | Evropská liga | základní skupina | Viktoria Plzeň | FCSB           | 2:0   | Petržela, Kopic                             | UEFA.com    | YouTube     |

## Vlastníci

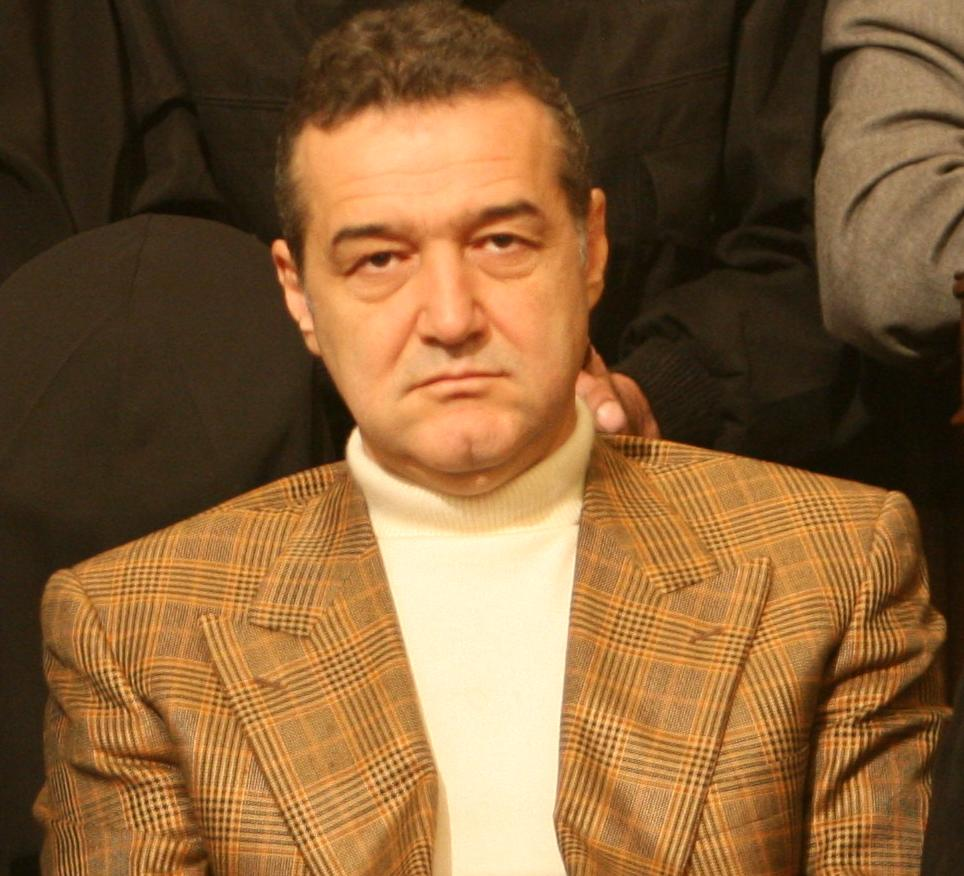
Gigi Becali, majitel

Dlouhá léta v období od vzniku klubu (1947) až do konce 90. let (1998) byl Steaua armádním klubem a rumunské armádě tedy také patřila. V roce 1998 došlo k privatizaci klubu, převzal ho rumunský podnikatel Viorel Păunescu. Ten však s klubem nehospodařil nejlépe a brzy ho zadlužil. Z této situace ho vytáhl v roce 2003 další rumunský podnikatel Gigi Becali, který Steauu ovládá dodnes.
Jedná se o velmi kontroverzního muže, který si dokonce za machinace s pozemky v devadesátých letech, kterými připravil stát o téměř 20 milionů korun, odseděl rok vězení (z původně tříletého trestu). Mnohokrát také čelil obvinění z rasismu a homofobie. Působil i v politice, konkrétně byl členem Evropského parlamentu, rumunského parlamentu a kandidoval na prezidenta.

## Statistiky

### Domácí soutěž
Steaua hraje už od své první sezóny nejvyšší rumunskou soutěž a nikdy nesestoupila.
Odehrané zápasy v domácí lize: (aktuální ke konci podzimní části 2016/17)
| Soutěž             | Sezóny | Zápasy | Výhry | Remízy | Prohry | Góly+ | Góly- |
| ------------------ | ------ | ------ | ----- | ------ | ------ | ----- | ----- |
| Liga I / Divizia A | 69     | 2103   | 1170  | 484    | 449    | 3970  | 2093  |

Četnost umístění na jednotlivých pozicích v tabulce: (včetně 2015/16)
| 1. místo | 2. místo | 3. místo | 4. místo | 5. místo | 6. místo | 9. místo | 12. místo | 14. místo |
| -------- | -------- | -------- | -------- | -------- | -------- | -------- | --------- | --------- |
| 26       | 14       | 9        | 4        | 5        | 6        | 2        | 1         | 1         |

### Hráčské
Nejvíce odehraných zápasů: (aktuální ke konci podzimní části 2016/17)
| #  | Hráč                | Období              | Zápasy |
| -- | ------------------- | ------------------- | ------ |
| 1  | Tudorel Stoica      | 1975–1989 1990      | 369    |
| 2  | Marius Lăcătuș      | 1983–1990 1993–2000 | 357    |
| 3  | Anghel Iordănescu   | 1968–1982 1986      | 317    |
| 4  | Iosif Vigu          | 1966–1973 1974–1979 | 313    |
| 5  | Ștefan Iovan        | 1981–1991 1992      | 291    |
| 6  | Ștefan Sameș        | 1973–1982           | 274    |
| 7  | Lajos Sătmăreanu    | 1965–1975           | 271    |
| 8  | Gavril Balint       | 1980–1990           | 265    |
| 9  | Teodor Anghelini    | 1974–1984           | 264    |
| 10 | Gheorghe Constantin | 1954–1969           | 258    |

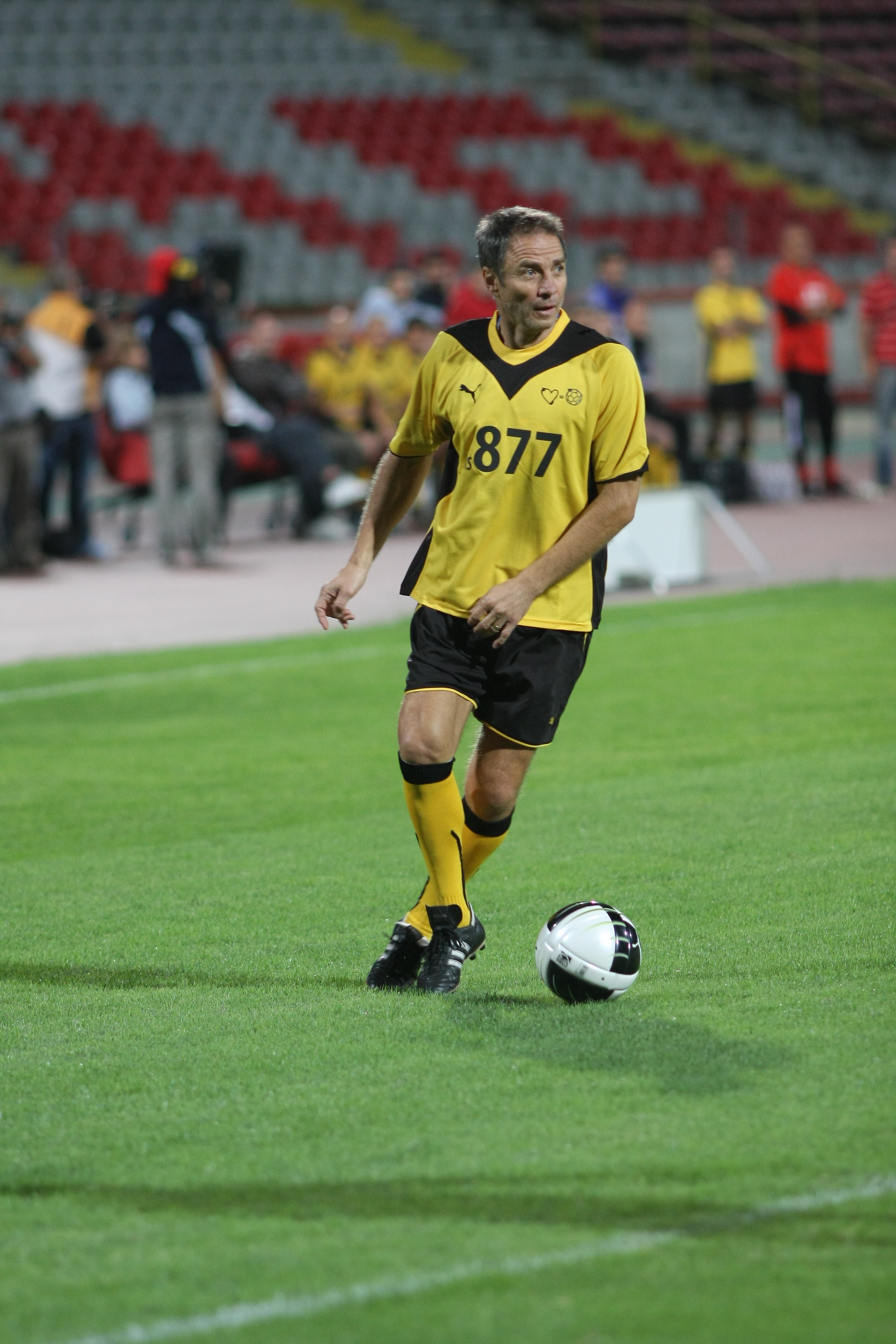
Tudorel Stoica, muž, který si zahrál za Steauu nejvícekrát

Největší počet vstřelených gólů: (aktuální ke konci podzimní části 2016/17)

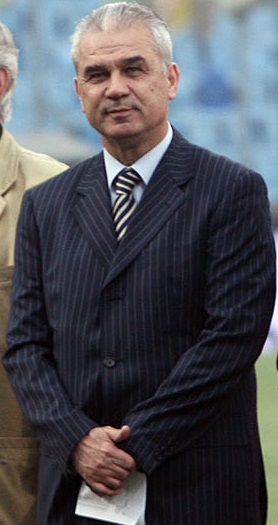
Anghel Iordănescu, nejlepší střelec v historii klubu

| #  | Hráč                | Období              | Góly |
| -- | ------------------- | ------------------- | ---- |
| 1  | Anghel Iordănescu   | 1968–1982 1986      | 155  |
| 2  | Gheorghe Constantin | 1954–1969           | 148  |
| 3  | Victor Pițurcă      | 1983–1989           | 137  |
| 4  | Florea Voinea       | 1961–1970 1972–1973 | 106  |
| 5  | Marius Lăcătuș      | 1983–1990 1993–2000 | 98   |
| 6  | Marcel Răducanu     | 1972–1981           | 94   |
| 7  | Ion Alecsandrescu   | 1950–1951 1953–1962 | 80   |
| 8  | Viorel Năstase      | 1971–1979           | 77   |
| 9  | Gheorge Hagi        | 1987–1990           | 76   |
| 10 | Nicolae Tătaru      | 1953–1964           | 75   |

### Evropské poháry
Odehrané zápasy v evropských pohárech: (aktuální ke konci podzimní části 2016/17)
| Logo   | Soutěž                                          | Zápasy | Výhry | Remízy | Prohry | Góly+ | Góly- |
| ------ | ----------------------------------------------- | ------ | ----- | ------ | ------ | ----- | ----- |
|        | Liga mistrů UEFA / Pohár mistrů evropských zemí | 141    | 51    | 39     | 51     | 196   | 196   |
|        | Evropská liga UEFA / Pohár UEFA                 | 120    | 46    | 34     | 40     | 159   | 141   |
|        | Pohár vítězů pohárů UEFA                        | 40     | 14    | 12     | 14     | 51    | 54    |
|        | Superpohár UEFA                                 | 1      | 1     | 0      | 0      | 1     | 0     |
| Celkem | Celkem                                          | 302    | 112   | 85     | 105    | 407   | 391   |

Nejlepší střelci v evropských pohárech: (aktuální ke konci podzimní části 2016/17)

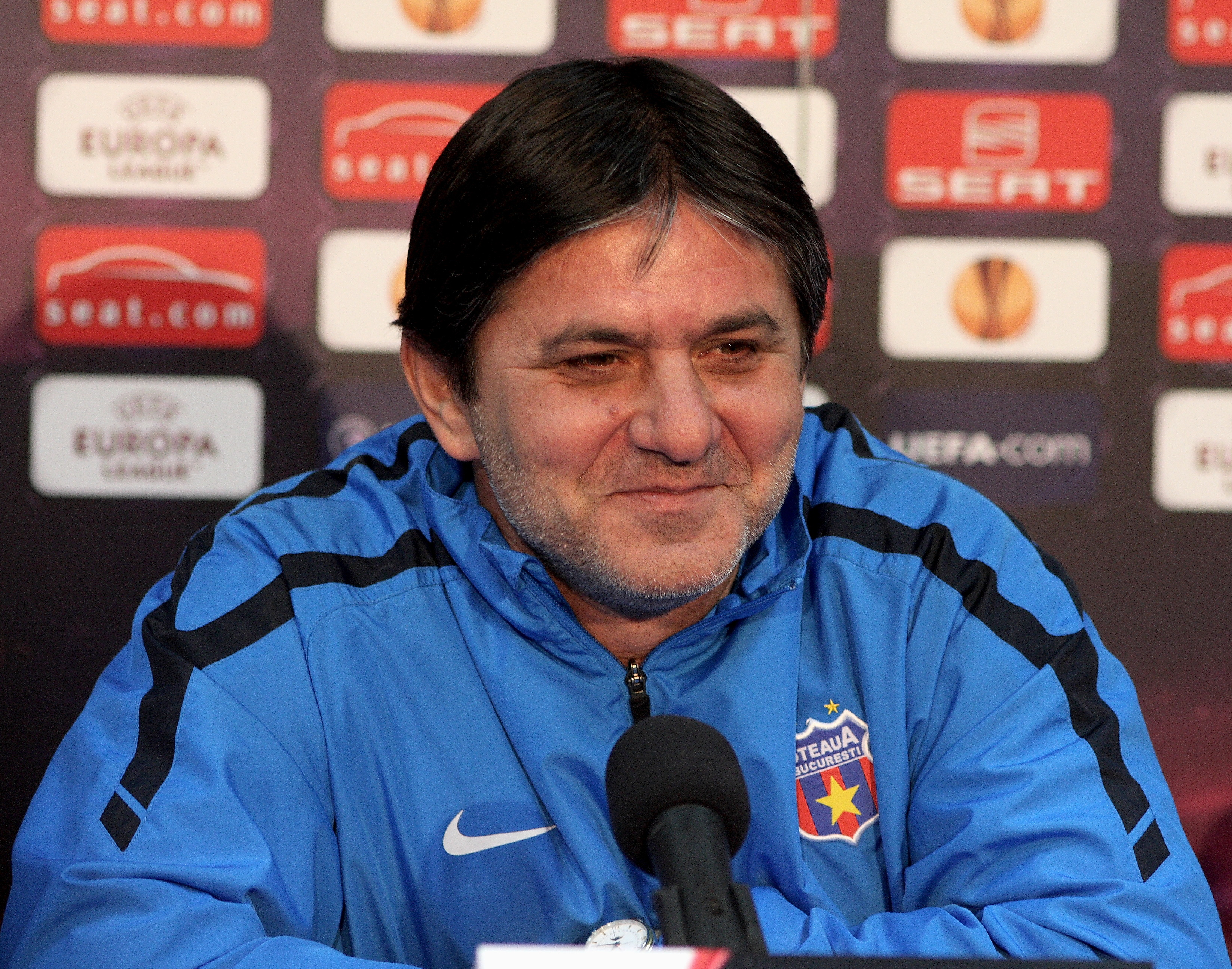
Marius Lăcătuș, nejlepší střelec klubu v evropských pohárech

| # | Hráč             | Góly |
| - | ---------------- | ---- |
| 1 | Marius Lăcătuș   | 16   |
| 2 | Nicolae Dică     | 14   |
| 3 | Ilie Dumitrescu  | 13   |
| 4 | Gheorge Hagi     | 12   |
| 4 | Raul Rusescu     | 12   |
| 6 | Victoraș Iacob   | 10   |
| 6 | Bănel Nicoliță   | 10   |
| 8 | Cristian Ciocoiu | 9    |
| 8 | Dorin Goian      | 9    |
| 8 | Adrian Ilie      | 9    |
| 8 | Bogdan Stancu    | 9    |

## Rekordy

### Výsledkové
| Nejvyšší výhra           | Datum       | Soutěž                       | Soupeř             | Výsledek |
| ------------------------ | ----------- | ---------------------------- | ------------------ | -------- |
| Celkem                   | 10. 7. 1964 | Cupa României                | CIL Blaj           | 12:0     |
| V lize                   | 7. 12. 1988 | Divizia A                    | Corvinul Hunedoara | 11:0     |
| V lize doma              | 7. 12. 1988 | Divizia A                    | Corvinul Hunedoara | 11:0     |
| V lize venku             | 10. 4. 1955 | Divizia A                    | Avântul Reghin     | 9:1      |
| V evropském poháru       | 3. 10. 1979 | Pohár vítězů pohárů          | BSC Young Boys     | 6:0      |
| V evropském poháru doma  | 18. 9. 2014 | Evropská liga                | Aalborg BK         | 6:0      |
| V evropském poháru venku | 7. 9. 1988  | Pohár mistrů evropských zemí | Sparta Praha       | 5:1      |

| Nejvyšší prohra         | Datum        | Soutěž              | Soupeř              | Výsledek |
| ----------------------- | ------------ | ------------------- | ------------------- | -------- |
| Celkem                  | 14. 9. 1947  | Divizia A           | UTA Arad            | 0:7      |
| V lize                  | 14. 9. 1947  | Divizia A           | UTA Arad            | 0:7      |
| V lize venku            | 14. 9. 1947  | Divizia A           | UTA Arad            | 0:7      |
| V lize doma             | 7. 3. 1948   | Divizia A           | UTA Arad            | 1:6      |
| V evropském poháru      | 23. 10. 1990 | Pohár vítězů pohárů | Montpellier HSC     | 0:5      |
| V evropském poháru      | 27. 8. 1997  | Liga mistrů         | Paris Saint-Germain | 0:5      |
| V evropském poháru      | 20. 10. 2011 | Evropská liga       | Makabi Haifa        | 0:5      |
| V evropském poháru      | 16. 8. 2016  | Liga mistrů         | Manchester City     | 0:5      |
| V evropském poháru doma | 16. 8. 2016  | Liga mistrů         | Manchester City     | 0:5      |

### Ostatní
| Název                                                | Rekord                               | Období                |
| ---------------------------------------------------- | ------------------------------------ | --------------------- |
| Nejvyšší procento vyhraných ligových zápasů v sezóně | 95,59% výher (31 výher ze 34 zápasů) | 1988/89               |
| Nejvyšší počet vstřelených gólů v ligové sezóně      | 121 gólů (⌀3,55 gólu/zápas)          | 1988/89               |
| Nejmenší počet obdržených gólů v ligové sezóně       | 16 gólů (⌀0,53 gólu/zápas)           | 2005/06               |
| Nejvíce ligových titulů v řadě                       | 6 titulů                             | 1992/93–1997/98       |
| Nejdelší série ligových zápasů bez prohry            | 104 zápasů                           | červen 1986–září 1989 |
| Nejdelší série domácích ligových zápasů bez prohry   | 112 zápasů                           | září 1989–srpen 1996  |

## Úspěchy

### Domácí
- Liga I / Divizia A

Vítěz (28x): 1951, 1952, 1953, 1956, 1959/60, 1960/61, 1967/68, 1975/76, 1977/78, 1984/85, 1985/86, 1986/87, 1987/88, 1988/89, 1992/93, 1993/94, 1994/95, 1995/96, 1996/97, 1997/98, 2000/01, 2004/05, 2005/06, 2012/13, 2013/14, 2014/15, 2023/24, 2024/25
- Cupa României (národní pohár)

Vítěz (22x): 1948/49, 1950, 1951, 1952, 1955, 1961/62, 1965/66, 1966/67, 1968/69, 1969/70, 1970/71, 1975/76, 1978/79, 1984/85, 1986/87, 1988/89, 1991/92, 1995/96, 1996/97, 1998/99, 2010/11, 2014/15
Finalista (8x): 1953, 1963/64, 1976/77, 1979/80, 1983/84, 1985/86, 1989/90, 2013/14
- Cupa Ligii (ligový pohár)

Vítěz (2x): 2014/15, 2015/16
- Supercupa României

Vítěz (6x): 1994, 1995, 1998, 2001, 2006, 2013
Poražený účastník (5): 1999, 2005, 2011, 2014, 2015
Poznámka: Oficiálně klub získal ještě jeden triumf v poháru (celkem 23). Steaua opustila ve finále poháru v roce 1988 proti Dinamu București hřiště poté, co jí za stavu 1:1 rozhodčí neuznal gól. Nejprve byla trofej předána Dinamu, později ale Rumunská fotbalová asociace určila za vítěze Steauu s výsledkem 2:1. Po revoluci v roce 1989 se Steaua trofeje vzdala a vrátila ji Dinamu, nicméně asociace ji oficiálně nadále považuje za vítěze.

### Mezinárodní
- Liga mistrů UEFA / Pohár mistrů evropských zemí

Vítěz (1x): 1985/86
Finalista (1x): 1988/89
- Superpohár UEFA

Vítěz (1x): 1986
- Interkontinentální pohár

Poražený účastník (1x): 1986